# ۲۸۸ (پیش از میلاد)
۲۸۸ (پیش از میلاد) ۲۸۸مین سال قبل از تقویم میلادی است.